# Карнейру Леан, Онориу Эрмету
Оно́риу Эрме́ту Карне́йру Леа́н (порт. Honorio Hermeto Carneiro Leão, маркиз де Парана; 11 января 1801, Жакуи — 3 сентября 1856, Рио-де-Жанейро) — бразильский государственный деятель.

## Биография
Родился 11 января 1801 года в Жакуи. Успешно окончил Коимбрский университет. 
В 1826 году вернулся в Бразилию. В 1830 году был избран в палату депутатов; в 1836—1837 годах, вместе с Вашконселушем и маркизом Олиндой, основал Консервативную партию.
В 1843—1844 годах стоял во главе кабинета, в январе–июне 1843 года одновременно занимал пост министра иностранных дел; затем до 1848 года, когда властвовала либеральная партия, был во главе оппозиции. В 1848 году подавил революцию в провинции Пернамбуку; в 1851 году заключил союзный трактат с Уругваем и аргентинскими штатами Энтре-Риос и Корриентес, положивший конец диктатуре Росаса.
В 1853—1856 годах вновь премьер-министр, организовал министерство примирения из умеренных представителей либералов и консерваторов. Это дало ему возможность провести избирательную реформу и значительно способствовало уменьшению политических страстей в стране.
Умер 3 сентября 1856 года в городе Рио-де-Жанейро.